# Derde Slag om Ieper

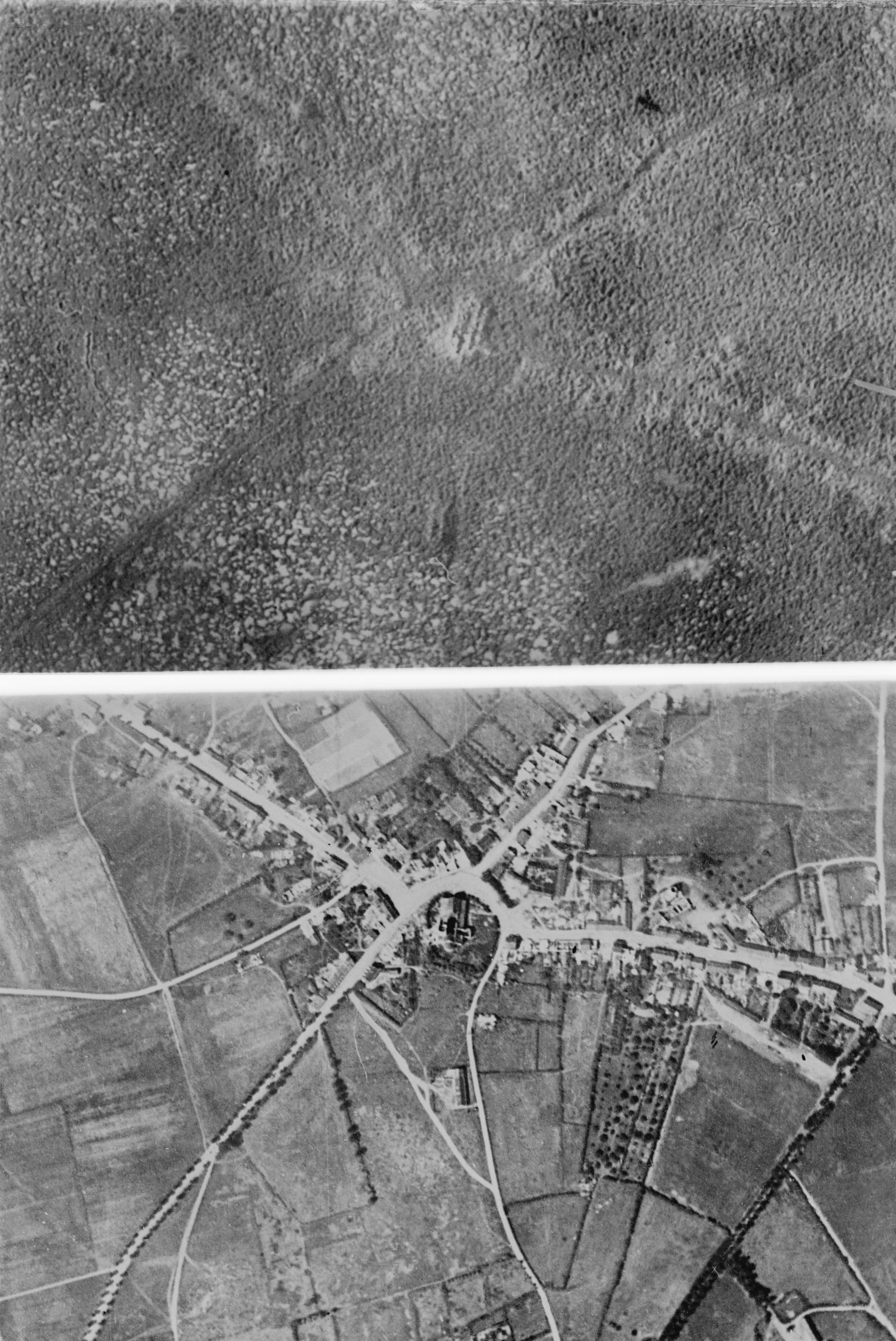
Het dorpje Passendale, het uiterste punt van de Britse opmars, voor en na de strijd

De Derde Slag om Ieper, ook bekend als de Slag bij Passendale (en internationaal bekend als Passchendaele), was een grote veldslag die in 1917 tijdens de Eerste Wereldoorlog door Britse, Belgische, ANZAC en Canadese troepen enerzijds en het Duitse leger anderzijds werd uitgevochten aan de Ieperboog.

## Situatie
Op 31 juli 1917 begon de Britse veldmaarschalk sir Douglas Haig aan zijn Derde Slag om Ieper om de Duitsers de genadestoot toe te brengen.
Zijn plannen, die hij ondanks tegenwerking van de Britse premier David Lloyd George wist door te zetten, bestonden erin het Duitse 4e leger van generaal Sixt von Armin ten val te brengen, langs de kust op te rukken en noordwaarts richting Oostende en Zeebrugge te trekken om de havens, in die tijd door de Entente-machten abusievelijk aangezien voor de gevaarlijkste Duitse onderzeebootbases, te heroveren.
Daarvoor liet hij het Britse 5e leger van generaal Hubert Gough in de richting van Pilkem aanvallen over de hogere waterscheiding, in het noordwesten gesteund door het Franse 1e leger van generaal François Anthoine en in het zuiden door het Britse 2e leger van generaal Herbert Plumer. Voor het eerst werd een groot aantal tanks ingezet, om precies te zijn 216 Mark IV-tanks. De Duitsers waren op de hoogte van de plannen en trokken een grote hoeveelheid artillerie en reserves bij de frontsector samen. Ze legden zes hoofdweerstandslijnen aan met een totale diepte van tien kilometer. Omdat het voorjaarsoffensief van de Franse generaal Robert Nivelle was mislukt en daardoor het moreel was gebroken, waren de Fransen niet in staat de Britten daadwerkelijk te ondersteunen. Daardoor hadden de geallieerden niet het numerieke overwicht dat nodig was voor een doorbraak.

## Britten
Op 31 juli begon het aanhoudend te regenen en de volgende dag had iedereen de hoop al opgegeven. De Britse artilleriebombardementen met 3019 kanonnen verstoorden de afwatering, maar de meeste Duitse kazematten bleven intact. De troepen kwamen nergens vooruit door de modder en op 2 augustus, na een opmars van maximaal twee kilometer, lag het offensief stil. Duitse tegenaanvallen dreven de Britten weer gedeeltelijk terug. Pas op 16 augustus werd de opmars hervat. Het Britse 5e leger viel meer naar het noorden Langemark aan, maar stuitte op een hardnekkige verdediging. Die maand beliepen de verliezen aan doden en gewonden ongeveer 75.000 geallieerden en 50.000 Duitsers. De Britse pers werd eerst wijsgemaakt dat een grote overwinning was behaald. Toen echter bleek hoeveel gewonden er naar de Britse hospitalen werd gebracht, viel de mislukking niet langer te verbergen en stortte aan het thuisfront het moreel in.
Een maand later, na een gevechtspauze tijdens een periode van warm weer die de grond opdroogde, verschoof het offensief op 22 september weer zuidwaarts en viel het Britse 2e leger van generaal Herbert Plumer aan op de heuvelrug ten oosten van Ieper. Hij koos voor een methodische aanval over een smal front, begeleid door gordijnvuur. De concentratie aan manschappen en artillerie was zo groot dat de voorste Duitse linie weggevaagd werd.
Tot 25 september streed hij zo bij de steenweg Ieper-Menen. Beide zijden verloren zo'n 20.000 man. De verliesverhouding verbeterde voor de Britten, maar de terreinwinst was slechts 1000 meter. Op 26 september verloor het geallieerde leger 17.000 manschappen bij de verovering van het Polygoonbos. Plumer eindigde het offensief op 4 oktober met de verovering van Broodseinde. Dit kostte 26.000 geallieerde soldaten het leven. De Duitse verliezen waren even groot.
Ondertussen raakte het Duitse opperbevel sterk verontrust. Omdat het artillerievuur alle Duitse eenheden uitdunde, die in de laatste weerstandlinies verdicht waren, had het Duitse leger in Vlaanderen in feite de helft van zijn gevechtskracht verloren. De divisies verloren hun samenhang toen zelfs bij de kleinste eenheden nog een derde van de manschappen werd uitgeschakeld. De Duitsers overwogen zich terug te trekken en besloten de laatste linies niet meer ten koste van alles te heroveren.

## Australiërs
Van 4 tot 9 oktober was het de beurt aan de Australiërs om bij Tyne Cot aan te vallen. Ze werden echter door het noodweer gehinderd. Een week eerder dan normaal brak het rustige herfstweer en voortdurende slagregens maakten het terrein volledig onbegaanbaar. De omstandigheden waaronder nu gevochten werd, behoren tot de slechtste uit de wereldgeschiedenis. Generaals aan beide zijden beschreven het terrein als een hel op aarde. De offensieven werden echter niet afgelast. De helft van het terrein bestond nu uit modder waar men slechts kon lopen door er plankieren aan te leggen; de andere helft was water waarin duizenden halfvergane lijken ronddreven. Gewonden waren reddeloos verloren en zakten in het slijk weg.
Het was dan ook niet verwonderlijk dat de Australiërs geen noemenswaardige vooruitgang boekten, ondanks een verlies van 13.000 man. Ze veroverden echter toch nog de eerste Duitse frontlinie en de daaromheen liggende kazematten en bunkers.

## Passendale

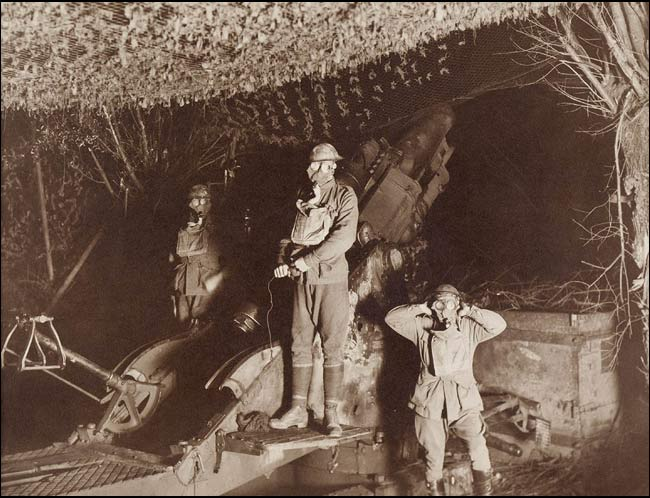
Australische artillerie met gasmaskers

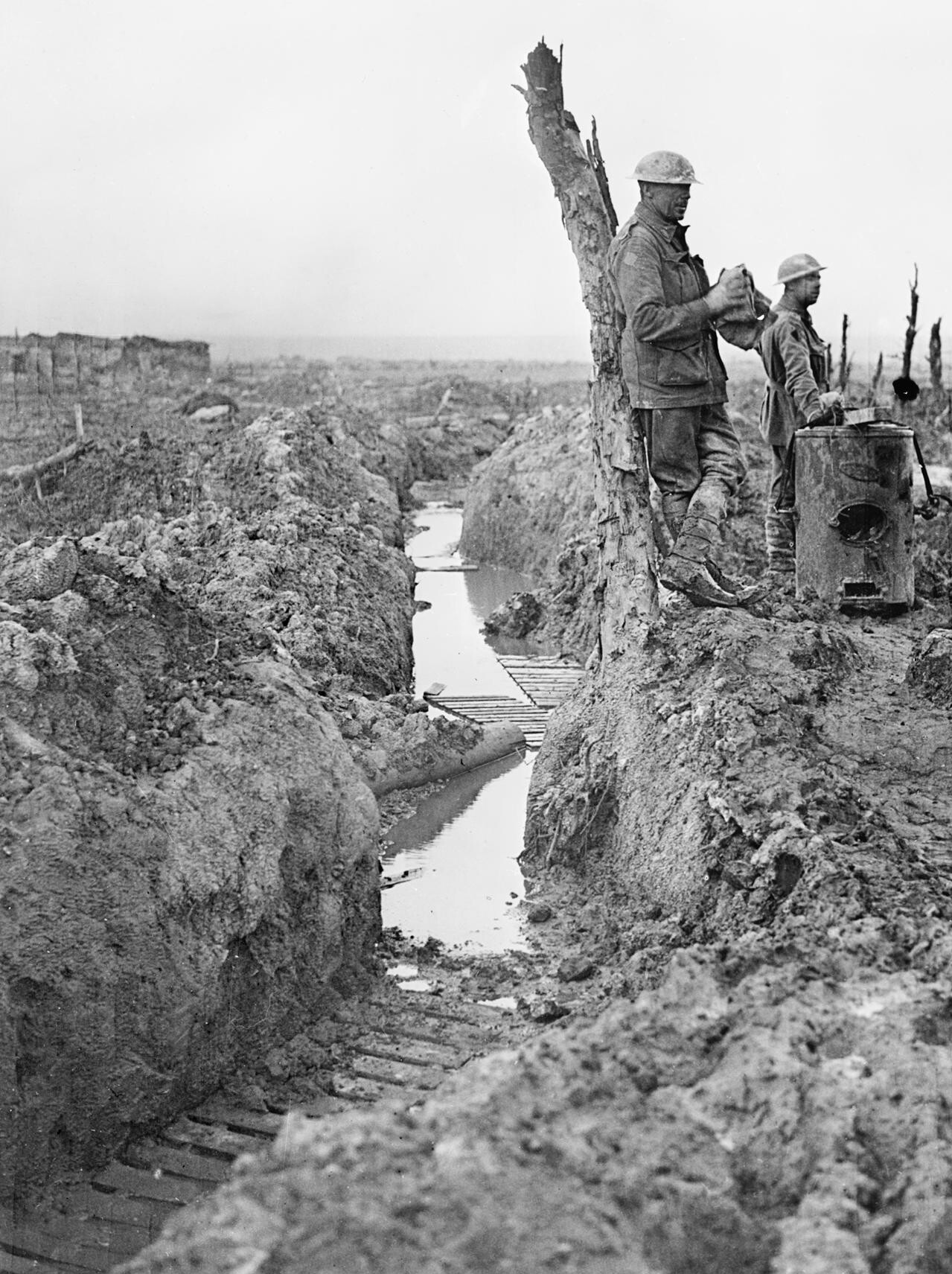
Een met water volgelopen loopgraaf bij Passendale in 1917

Veldmaarschalk Haig bleef vastbesloten om bij Ieper vóór de winter tot een doorbraak te komen. Op 12 oktober viel hij Passendale aan, maar zonder succes. Opnieuw verloor men zo'n 13.000 man. Omdat er geen vooruitgang werd geboekt, bleven duizenden gewonden stervend in het niemandsland achter. Op 14 oktober stonden de Duitsers toe dat lijken en gewonden opgehaald werden. Op 26 oktober probeerden de Canadese korpsen het opnieuw maar hun opmars was traag door de modder en het Duitse gifgas.
Op 6 november leek er aan de Derde Slag om Ieper een eind te komen doordat Passendale, op dat moment niet meer dan een rode vlek in de modder, viel. De volgende dag bezocht voor het eerst een stafofficier, luitenant-generaal Launcelot Kiggell, in een auto het front. Hij barstte in tranen uit en mompelde: Good God, did we really send men to fight in that? (Goede God, hebben wij mannen hiernaartoe gestuurd om hierin te vechten?) Het antwoord was: 'It's worse further up on...' (Verderop is het erger...).

## Resultaat
De totale Britse verliezen aan het Westelijk Front tussen 31 juli en 1 december bedroegen 448.614 man aan doden, gewonden, zieken, deserteurs, vermisten en krijgsgevangenen, waaronder 244.897 aan de frontsector van het offensief, zieken en deserteurs niet meegerekend. In aanmerking nemend dat zelfs bij een puur verdedigende opstelling ook zo'n 50.000 man door artillerievuur uitgeschakeld zouden zijn, moet men de extra verliezen door het offensief op een kleine 200.000 man stellen, een derde daarvan gesneuveld. De totale Duitse verliezen in Vlaanderen gedurende dezelfde periode bedroegen 270.710 man. Bij de Fransen vielen ongeveer 8500 doden, de overige verliezen zijn niet bekend. De totale verliezen door dit offensief aan beide zijden bij elkaar optellend zijn er ruwweg 450.000 man gesneuveld. Dit is een groot aantal slachtoffers in verhouding tot de slechts acht kilometer die het front verschoven is, maar geen uitzondering in deze oorlog.
Sir Douglas Haig kreeg de schuld omdat hij niet de gewenste doorbraak kon forceren. Hij dacht dat de Duitse troepen op instorten stonden en wilde daarom niet opgeven. Hij bleef echter aan als Brits opperbevelhebber in Frankrijk.
Met deze slag werd het hoofddoel bereikt om een belangrijk deel van het Duitse leger door de Britse artillerie uit te schakelen. In aanmerking nemend dat zonder kanonvuur de normale verliesratio in deze omstandigheden ongeveer één op tien zou geweest zijn, is het succes van de Britse artillerie inderdaad opmerkelijk. Het was eigenlijk een geplande uitputtingsslag, waarbij de optimistische doelstellingen van Haig maar een voorwendsel waren om de onwillige politici over te halen. Desalniettemin geldt de slag tegenwoordig, meer nog dan de Slag om de Somme, als hét voorbeeld van een zinloze aanval.
De slag was afgelopen op 10 november. Behalve de uitputting van het Duitse leger had de slag vooral negatieve effecten aan de zijde van de Entente. De nu gevormde saillant bij Passendale was eigenlijk onverdedigbaar en de Canadezen die haar gedurende de winter desalniettemin behielden, leden daarbij aanzienlijke verliezen door Duits vuur. Doordat de meeste reserves verbruikt waren, kon Haig op 20 november het succes van de tanks in de Slag om Kamerijk niet uitbuiten. De politici waren van walging over de slachting vervuld en weigerden versterkingen naar het front in Vlaanderen te sturen. Daardoor werd het Britse leger erg kwetsbaar bij het Duitse voorjaarsoffensief. In april 1918 ging alle terreinwinst weer in korte tijd verloren in de Vierde Slag om Ieper.
Aan de Duitse kant nam de auteur Ernst Jünger (1895-1998) als soldaat aan de slag deel. Zijn ervaringen beschreef hij in zijn eerste roman In Stahlgewittern.